# Øystre Slidre
Øystre Slidre là một đô thị ở hạt Oppland, Na Uy. Nó là một phần của khu vực truyền thống của Valdres. Trung tâm hành chính của đô thị này là làng
Đô thị cũ của Slidre (lập vào năm 1838) được chia thành Øystre Slidre và Vestre Slidre vào năm 1849. Đa số cư dân ngày nay sống trong các làng Heggenes, Rogne, Skammestein, Beito, và Beitostølen.
Đô thị (ban đầu là một giáo khu) được đặt tên theo nông trại Slidre cũ (tiếng Norse cổ: Slíðrar), do nhà thờ đầu tiên được xây dựng ở đây. 